# جایزه سینمایی انتخاب منتقدان برای بهترین تدوین
جایزه سینمایی انتخاب منتقدان برای بهترین تدوین (انگلیسی: Critics' Choice Movie Award for Best Editing) جایزه‌ای که توسط انجمن منتقدان پخش فیلم به فعالان بخش سینما داده می‌شود.

## لیست برنده‌ها و نامزدها

### دهه ۲۰۰۰
| سال  | برنده                     | تدوین کننده                                   |
| ---- | ------------------------- | --------------------------------------------- |
| 2009 | آواتار (فیلم ۲۰۰۹)        | استیون ای. ریوکین، John Refoua, و جیمز کامرون |
| 2009 | مهلکه                     | باب مورافسکی و کریس اینیس                     |
| 2009 | حرامزاده‌های لعنتی         | سالی منکه                                     |
| 2009 | نه (فیلم ۲۰۰۹)            | کلیر سیمپسون و Wyatt Smith                    |
| 2009 | بالا در آسمان (فیلم ۲۰۰۹) | Dana E. Glauberman                            |

### دهه ۲۰۱۰
| سال  | برنده                              | تدوین کننده                                    |
| ---- | ---------------------------------- | ---------------------------------------------- |
| 2010 | تلقین (فیلم)                       | لی اسمیت                                       |
| 2010 | ۱۲۷ ساعت                           | جان هریس (کارگردان)                            |
| 2010 | قوی سیاه (فیلم ۲۰۱۰)               | اندرو ویزبلوم                                  |
| 2010 | شبکه اجتماعی (فیلم)                | کرک بکستر و آنگوس وال                          |
| 2011 | دختری با خالکوبی اژدها (فیلم ۲۰۱۱) | کرک بکستر و آنگوس وال                          |
| 2011 | آرتیست                             | میشل آزاناویسوس و Anne-Sophie Bion             |
| 2011 | رانندگی (فیلم)                     | Matthew Newman                                 |
| 2011 | هیوگو (فیلم)                       | تلما شونمیکر                                   |
| 2011 | اسب جنگی                           | مایکل کان                                      |
| 2012 | سی دقیقه پس از نیمه‌شب              | ویلیام گلدنبرگ و دیلن تیچنر                    |
| 2012 | آرگو (فیلم ۲۰۱۲)                   | ویلیام گلدنبرگ                                 |
| 2012 | بینوایان (فیلم ۲۰۱۲)               | Melanie Oliver و کریس دیکنز                    |
| 2012 | زندگی پی (فیلم)                    | تیم اسکوایرز                                   |
| 2012 | لینکلن (فیلم ۲۰۱۲)                 | مایکل کان                                      |
| 2013 | جاذبه (فیلم)                       | آلفونسو کوارون و مارک سنگر                     |
| 2013 | ۱۲ سال بردگی                       | جو واکر                                        |
| 2013 | حقه‌بازی آمریکایی                   | جی کسیدی، Crispin Struthers, و Alan Baumgarten |
| 2013 | گرگ وال استریت                     | تلما شونمیکر                                   |
| 2014 | بردمن (فیلم)                       | Douglas Crise و استیون میریون                  |
| 2014 | پسرانگی                            | ساندرا ادیر                                    |
| 2014 | دختر گم‌شده (فیلم)                  | کرک بکستر                                      |
| 2014 | میان‌ستاره‌ای (فیلم)                 | لی اسمیت                                       |
| 2014 | شلاق (فیلم ۲۰۱۴)                   | تام کراس (تدوین‌گر)                             |
| 2015 | مکس دیوانه: جاده خشم               | مارگارت سیکسل                                  |
| 2015 | رکود بزرگ (فیلم)                   | هانک کوروین                                    |
| 2015 | مریخی (فیلم)                       | پیترو اسکالیا                                  |
| 2015 | بازگشته (فیلم ۲۰۱۵)                | استیون میریون                                  |
| 2015 | اسپات‌لایت (فیلم ۲۰۱۵)              | Tom McArdle                                    |
| 2016 | لا لا لند                          | تام کراس (تدوین‌گر)                             |
| 2016 | ورود (فیلم ۲۰۱۶)                   | جو واکر                                        |
| 2016 | ستیغ هک‌سا                          | جان گیلبرت (تدوینگر)                           |
| 2016 | مهتاب (فیلم ۲۰۱۶)                  | Joi McMillon و نت سندرز                        |
| 2016 | سالی (فیلم ۲۰۱۶)                   | Blu Murray                                     |